# Lerista allanae
Lerista allanae — вид сцинкоподібних ящірок родини сцинкових (Scincidae). Ендемік Австралії.

## Опис
Максимальна довжина сцинка Lerista allanae (без врахування хвоста) становить 8,8 см. Кінцівки сильно редуковані. Передні лапи повністю відсутні, на задніх є лише один палець, на якому є пазур.

## Поширення і екологія
Lerista allanae відомі з кількох місцевостей, розташованих на сході центрального Квінсленду, в районі міста Клермонт. Вони живуть в залишках сухих рідколісь поясу Брігалу, що ростуть на сіро-червоних ґрунтах. Відкладають яйця.

## Збереження
МСОП класифікує цей вид як такий, що перебуває на межі зникнення. Lerista allanae загрожує знищення природного середовища.